# Абрахам, Карл
Карл Абрахам (нем. Karl Abraham; 3 мая 1877, Бремен — 25 декабря 1925) — психоаналитик, ученик Зигмунда Фрейда, который его высоко ценил.
Родителями Карла были Натан Абрахам (Nathan Abraham), еврейский религиозный учитель (1842—1915) и его жена (и кузина) Ида (Ida, 1847—1929). Карл обучался медицине и занимал должность в госпитале Бургхольцли, которым руководил профессор Эйген Блейлер. Там Абрахам познакомился с психоанализом. Личная встреча с Зигмундом Фрейдом состоялась в 1907 году. В 1910 году Абрахам стал участником II международного психоаналитического конгресса и одним из организаторов Международного психоаналитического объединения. Вернувшись в Германию, в 1910 году Абрахам стал одним из членов-организаторов Берлинского психоаналитического объединения. В 1920 году Абрахам вошёл в число организаторов Берлинского психоаналитического института (Berlin Psychoanalytic Institute), ныне носящего его имя.
Карл Абрахам умер от инфекции лёгких, вероятно, разрушенных раком лёгких. Похоронен на Парковом кладбище Лихтерфельде в Берлине.

## Научная деятельность

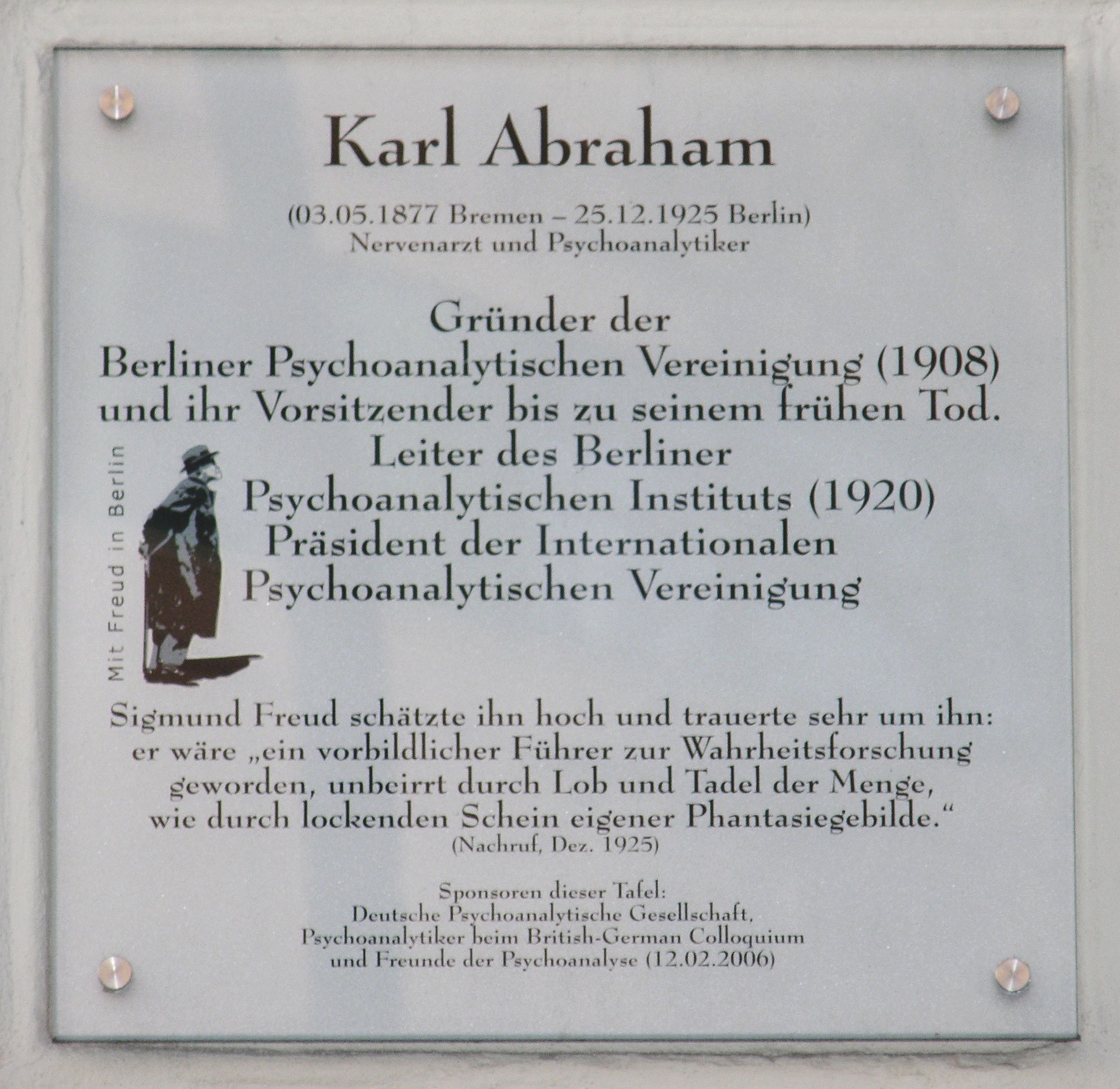
Мемориальная доска на «Mit Freud» в Берлине

Основные научные труды Карла Абрахама посвящены психоаналитической характерологии, исследованию ранних ступеней психосексуального развития. Также существенны его вклады в психологию алкоголизма, маниакально-депрессивного психоза, меланхолии, депрессии, патологий, связанных с ранними сексуальными нарушениями.
Несомненно его влияние на формирование теории объектных отношений, на исследование травматических неврозов.
Среди его анализантов и учеников — Мелани Кляйн, Хелен Дойч, Георг Зиммель, М. В. Вульф.

## Научные труды

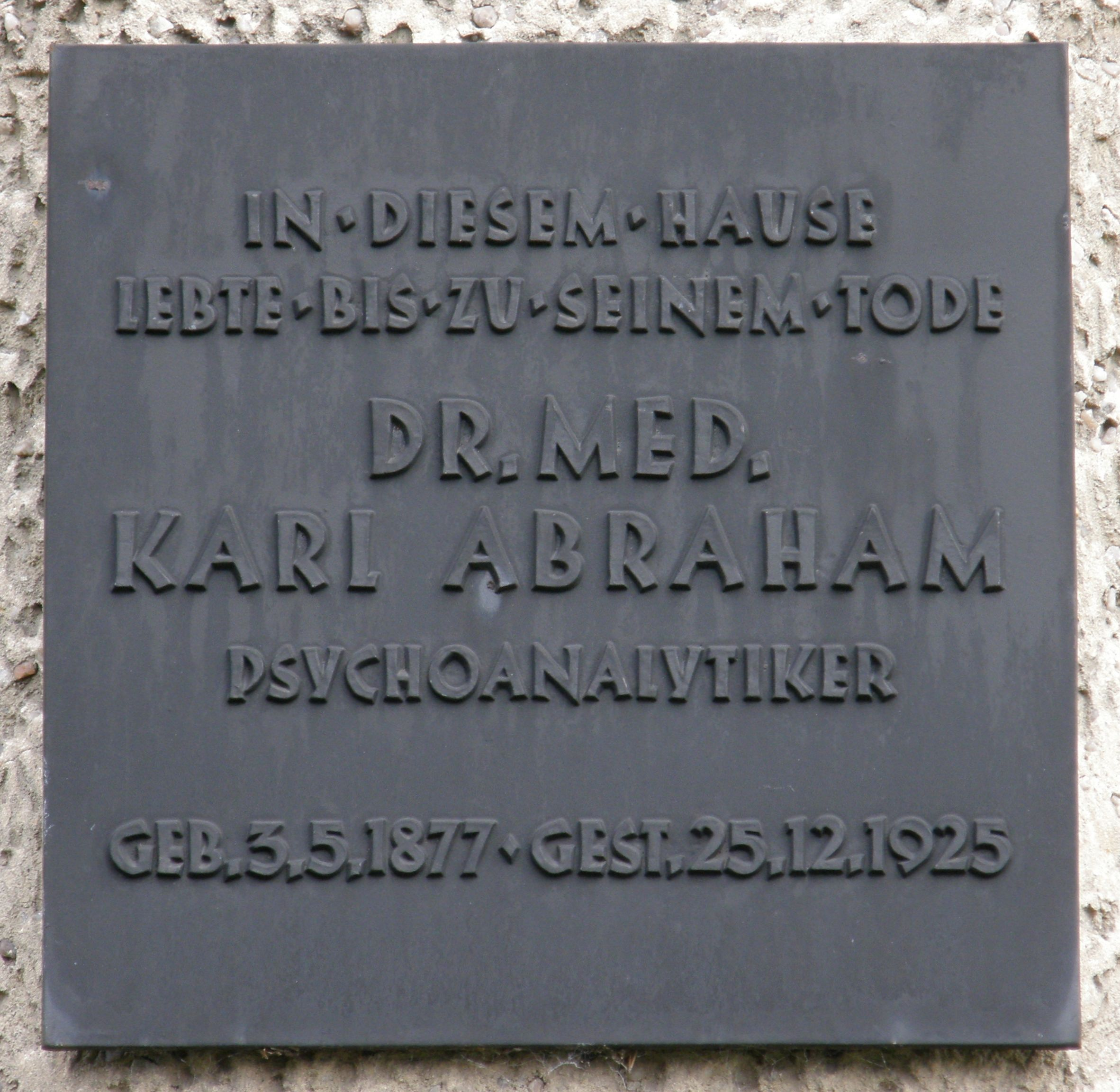
Мемориальная доска на доме Карла Абрахама

- Normentafel zur Entwicklungsgeschichte des Huhnes (with Prof. Keibel). (1900) Normentafeln zur Entwicklungsgeschichte der Wirbeltiere, Heft 2. Jena.
- Beiträge zur Entwicklungsgeschichte des Wellensittichs. (Inaugural Dissertation.) (1901) Anatomische Blätter (Anatomical Institute, Freiburg), Heft LVI/LVII. (Wiesbaden, I. F. Bergmann.)
- Psychoanalytische Studien/Gesammelte Werke. Hg. v. Johannes Cremerius. 2 Bde. Psychosozial-Verlag, Gießen 1999[7].
- Briefe 1907—1926, (Briefwechsel mit Sigmund Freud), 2. korrigierte Auflage. S. Fischer, Frankfurt am Main 1980.
- Sigmund Freud / Karl Abraham: Briefwechsel 1907—1925. Vollständige Ausg. 2 Bde., hg. von Ernst Falzeder / Ludger M. Hermanns. Turia + Kant, Wien 2009.

### На русском
- Характер и развитие. — Ижевск, 2007. ISBN 978-5-98904-027-8
- Психоанализ как источник познания для наук о духе. — Ижевск, 2014. ISBN 978-5-98904-188-6
- Об ограничениях и преобразованиях вожделения к созерцанию. — Ижевск, 2013. ISBN 978-5-98904-163-3
- Формы выражения женского комплекса кастрации. — Ижевск, 2011. ISBN 978-5-98904-106-0
- Психоаналитические труды. Том 1. Работы 1907—1912 гг. — Ижевск, 2009. ISBN 978-5-98904-041-4